# The Late George Apley
The Late George Apley és una pel·lícula nord-americana dirigida per Joseph L. Mankiewicz el 1947. Està basada en la novel·la de John P. Marquand del mateix títol de la que Marquand i George S. Kaufmanen en van fer una adaptació. Tracta d'un personatge de la classe alta de Boston que és forçat a adaptar-se a un món que canvia. És protagonitzada per Ronald Colman.

## Argument
George Apley és un membre rellevant de l'elit de Boston, extremadament confiat en la superioritat i les tradicions de la seva ciutat natal. Tanmateix, el seu món còmode i previsible es gira al revés quan descobreix, esmaperdut, que tant el seu fill com la seva filla s'han enamorat de gent no-bostonians. Tot i així, malgrat molts mals pensaments, George es penedeix dels seus errors convertint-se en un home més obert.

## Repartiment
- Ronald Colman com a George Apley
- Vanessa Brown com a Agnes Willing, núvia del fill d'Apley
- Richard Haydn com a Horatio Willing, el cosí de George
- Charles Russell com a Howard Boulder, una visita que s'enamora de la filla d'Apley
- Richard Ney com a John Apley, el fill de George
- Percy Waram com a Roger Newcombe, el germà de George
- Mildred Natwick com a Amelia Newcombe, la germana enèrgica de George
- Edna Best com a Catherine Apley, la muller de George
- Nydia Westman com a Jane Willing
- Peggy Cummins com a Eleanor Apley, la filla de George

## Recepció
El crític del The New York Times, Bosley Crowther en va fer una valoració dura, dient que era poc curosa. Ben Sachs del Chicago Reader fou menys sever, i declarà que "La pel·lícula porta els orígens literaris en la seva màniga; virtualment tota l'acció és diàleg conduït,..." I lloa la habilitat de Mankiewicz en els diàlegs.